# Les Verchers-sur-Layon
Les Verchers-sur-Layon é uma ex-comuna francesa na região administrativa da Pays de la Loire, no departamento de Maine-et-Loire. Estendeu-se por uma área de 30,7 km². Em 2010 a comuna tinha 902 habitantes (densidade: 29,4 hab./km²).
Em 30 de dezembro de 2016 foi fundida com as comunas de Brigné, Concourson-sur-Layon, Doué-la-Fontaine, Forges, Meigné, Montfort e Saint-Georges-sur-Layon para a criação da nova comuna de Doué-en-Anjou.